# Иджеван (станция)
Иджева́н (арм. Իջևան) — железнодорожная станция Армянской железной дороги. Расположена на левом берегу реки Агстев в городе Иджеване Тавушской области, на однопутной электрифицированной линии Раздан — Казах.

## История
До армяно-азербайджанской войны 1987—1994 гг. линия эксплуатировалась от Раздана до Казаха, находящегося в Азербайджане, на линии Баку — Тбилиси, но в связи с блокадой Армении со стороны Азербайджана, движение поездов между ст. Иджеван и ст. Казах было прекращено ещё в 1988 году. В 1994 году на участке Дилижан — Иджеван произошёл обвал, но так как линия была малодеятельная, участок восстанавливать не стали. В настоящее время станция является конечной и далее в сторону Азербайджана железнодорожное движение не осуществляется.
В настоящее время по линии никаких перевозок нет. В июне 2009 года руководство ЮКЖД планировало открыть пригородное движение со ст. Канакер (что на севере Еревана) до ст. Иджеван, но данный проект был заморожен. Значение линии может резко возрасти при условии открытия границы с Азербайджаном и Турцией, а также со строительством двадцатикилометрового участка Фиолетово — Ванадзор, что станет ближайшим путём сообщения по железной дороге из Азербайджана в Турцию.